# José María Mendiluce
José María Mendiluce Pereiro (ur. 14 kwietnia 1951 w Madrycie, zm. 28 listopada 2015 w Barcelonie) – hiszpański polityk, pisarz i publicysta, urzędnik w strukturach ONZ, od 1994 do 2004 deputowany do Parlamentu Europejskiego.

## Życiorys
Ukończył studia ekonomiczne na Uniwersytecie Complutense w Madrycie. Pracował m.in. jako dyrektor działu handlu w hiszpańsko-holenderskiej izbie handlowej (1978–1979) i następnie przez rok jako asystent radcy handlowego w ambasadzie Hiszpanii w Danii. Został później urzędnikiem w administracji Wysokiego Komisarza Narodów Zjednoczonych do spraw Uchodźców. Był koordynatorem programu UNHCR w Luandzie (1980–1983), następnie szefem misji w Managui (do 1986), reprezentantem w Kostaryce (do 1987), asystentem regionalnego przedstawiciela na Amerykę Centralną (do 1988). Pełnił też m.in. funkcję specjalnego wysłannika Wysokiego Komisarza w byłej Jugosławii, a w 1993 przedstawiciela w Beneluksie i przy Unii Europejskiej.
W wyborach w 1994 i 1999 z ramienia Hiszpańskiej Socjalistycznej Partii Robotniczej (PSOE) uzyskiwał mandat posła do Parlamentu Europejskiego IV i V kadencji. Był członkiem grupy socjalistycznej. Pracował m.in. w Komisji ds. Zagranicznych, Bezpieczeństwa i Polityki Obronnej (od 1994 do 1999 jako jej wiceprzewodniczący). W PE zasiadał do 2004.
W 2003 kandydował z ramienia hiszpańskich zielonych (Los Verdes) na urząd burmistrza Madrytu. W trakcie kampanii wyborczej publicznie ujawnił, iż jest homoseksualistą. Zajmował się działalnością publicystyczną m.in. w dzienniku "El País".

## Wybrane publikacje
- Con rabia y esperanzas, 1997
- Pura vida, 1998
- Tiempo de rebeldes, 1998
- El amor armado, 1999
- Por la tercera izquierda, 2000
- Luanda, 1936, 2001
- La sonrisa de Ariadna, 2005